# Stalbridge
Stalbridge – miasto w Anglii, w hrabstwie Dorset, w dystrykcie (unitary authority) Dorset. Leży 30 km na północ od miasta Dorchester i 169 km na zachód od Londynu. W 2001 miasto liczyło 2579 mieszkańców.